# Kingsland (Arkansas)
Pour les articles homonymes, voir Kingsland.
La ville de Kingsland est une ville du comté de Cleveland, dans l'Arkansas, aux États-Unis.

## Urbanisme

### Typologie
La ville est associée à l'agglomération voisine de Pine Bluff.

## Démographie
Au recensement de la population de 2010, la population s'élevait à 447 personnes sur une superficie de 2,9 km2 soit 147 hab/km2.
| 1890 | 1900 | 1910 | 1920 | 1930 | 1940 | 1950 | 1960 |
| ---- | ---- | ---- | ---- | ---- | ---- | ---- | ---- |
| 464  | 364  | 445  | 397  | 328  | 473  | 337  | 249  |

| 1970 | 1980 | 1990 | 2000 | 2010 | - | - | - |
| ---- | ---- | ---- | ---- | ---- | - | - | - |
| 304  | 320  | 395  | 449  | 447  | - | - | - |

## Culture locale et patrimoine

### Personnalités liées à la commune
Le chanteur et compositeur Johnny Cash y est né le 26 février 1932.